# Gerrit Baas Klaaszoon
Gerrit Baas Klaaszoon, ook wel Gerrit Baas Kzn. of Gerrit Baas (Wormer, 26 februari 1884 - Amsterdam, 6 juni 1978) was een Nederlands vakbondsbestuurder en politicus namens de Anti-Revolutionaire Partij.

## Jeugd en vakbond
Baas kwam oorspronkelijk uit de Zaanstreek (geboren in Wormer en getogen in Zaandam) en was vanaf zijn twaalfde timmerman en daarna (1904) kantoorbediende bij een houthandel. Hij werd (op zaterdag) thuis onderwezen, omdat zijn vader, scheepsbouwer/timmerman en gemeenteraadslid in Zaandam die met de Doleantie in 1886 uit de Nederlands-Hervormde Kerk was gestapt, bezwaar had tegen de voor school verplichte vaccinatie. Later zou hij zich door middel van avondstudie nog op talen en boekhouden storten.
Hij sloot zich vervolgens aan bij de Nederlandsche Vereeniging van Christelijke Kantoor- en Handelsbedienden (NVCKH) en werd daar in 1908 (betaald) propagandist en later bestuurder. Van 1909 tot 1919 was hij er secretaris en van 1919 tot 1929 voorzitter. Van 1919 tot 1933 was hij daarnaast ook secretaris bij de Amsterdamsche Christelijke Besturenbond (deze bond deelde zijn kantoor met de NVCKH in Amsterdam) en van 1919 tot 1923 lid van het dagelijks bestuur van het Christelijk Nationaal Vakverbond (CNV). Hij was lid van de Staatscommissie-Nolens inzake het socialisatievraagstuk (1920-1927) en omstreeks 1923 was hij plaatsvervangend lid van de Hoge Raad van Arbeid. Van 1925 tot 1930 was hij secretaris van Patrimonium.

## Politiek
Baas was al jong betrokken bij de Anti-Revolutionaire Partij. In 1902 werd hij lid van de lokale kiesvereniging in Zaandam. In 1921 werd Baas lid van de gemeenteraad van Amsterdam, waar hij net was komen wonen. Hij zou lid blijven tot 1939. In 1933 werd hij wethouder van maatschappelijke steun, bevolkingsregister en burgerlijke stand, en in 1935 nam hij de post openbare gezondheid, bevolkingsregister en burgerlijke stand op zich. In 1939 verliet hij de raad en het wethouderschap.
Daarnaast was Baas verscheidene jaren lid van de Provinciale Staten van Noord-Holland (1931-1937 en 1939-1941) en van 1937 tot 1946 van de Tweede Kamer der Staten-Generaal. Daar hield hij zich voornamelijk bezig met Verkeer, Binnenlandse Zaken, Volksgezondheid en Sociale Zaken. Tijdens de Tweede Wereldoorlog werd Baas geïnterneerd; eerst in politiek doorgangskamp Schoorl (juni - augustus 1941), later in gijzelaarskamp Buchenwald (augustus - november 1941), Haaren (november 1941 - mei 1942) en Sint-Michielsgestel (mei 1942 - 1944). Na de oorlog zou hij deel uitmaken van het tribunaal te Amsterdam (1946) en keerde hij nog tot 1958 terug in de Provinciale Staten van Noord-Holland.
In 1955 werd Baas benoemd tot Officier in de Orde van Oranje-Nassau.